# جوليان كالور
جوليان كالور (بالهولندية: Julian Calor)‏ (ولد في 27 يناير 1997) هو لاعب كرة قدم هولندي يلعب كلاعب وسط في نادي فيتيسه آرنهم.

## روابط خارجية
- جوليان كالور على موقع قاعدة بيانات كرة القدم.إي يو (الإنجليزية)
- جوليان كالور على موقع Soccerway.com (الإنجليزية)
- جوليان كالور على موقع عالم كرة القدم.نت (الإنجليزية)